# Petaloptila pyrenaea
Petaloptila pyrenaea is een rechtvleugelig insect uit de familie krekels (Gryllidae). De wetenschappelijke naam van deze soort is voor het eerst geldig gepubliceerd in 2000 door Olmo-Vidal & Hernando.